# Pogo (Comic)
Pogo ist die bekannteste Comicfigur des US-amerikanischen Comiczeichners Walt Kelly. Für seine Geschichten um ein anthropomorphes Opossum, die sich erst im dritten Anlauf durchsetzten, erhielt Kelly im Jahr 1951 den Reuben Award.

## Handlung und Figuren
Schauplatz des Comics ist der Okefenokeesumpf, in dem das anthropomorphe Opossum Pogo mit seinen Freunden und Bekannten lebt. Zu den wichtigsten weiteren Figuren zählen neben Pogos Freund Albert, einem Alligator, die Waldohreule Howard Owl, der Bär Phineas T. Bridgeport und die Schildkröte Churchy le femme. Insgesamt traten hundertfünfzig Figuren regelmäßig oder über einen längeren Zeitraum auf, mehrere Hundert waren es insgesamt.  War zu Beginn mit dem Jungen Bumbazine noch ein menschlicher Charakter in den Geschichten enthalten, so verschwand dieser im Sommer 1945 und die Comics wurden zu reinen Tiergeschichten.
Waren die Geschichten anfangs für Kinder bestimmt, so richteten sich die Strips zusehends an Erwachsene, indem tagesaktuelle Ereignisse verarbeitet wurden. So erhielt Joseph McCarthy, Vorsitzender des Senatsausschusses für unamerikanische Umtriebe, mit Simple J. Malarkey seine eigene Figur. Aber auch der damalige Vizepräsident Richard Nixon fand sich als Indian Charlie in Pogo wieder. Weiter Prominente in dem Comic waren J. Edgar Hoover, Fidel Castro und Nikita Chruschtschow.

## Veröffentlichung und Zeichner
Erfinder des Comics war Walt Kelly, der für das 1942 vom Verlag Dell neu geschaffene Heft Animal Comics eine Reihe mit dem Titel Bumbazine and Albert the Alligator beisteuerte. Mit der Einstellung von Animal Comics im Jahr 1948 wechselte Kelly mit seinem Comic zur kurz zuvor gegründeten Tageszeitung New York Star. Dort erschien am 4. Oktober desselben Jahres zum ersten Mal ein daily strip von Pogo. Nach Einstellung des New York Star zu Beginn des Jahres 1949 pausierte Pogo vier Monate lang, bevor der Comic am 16. Mai 1949, vertrieben durch das Post-Hall Syndicate, wieder erschien. Pogo wurde in fast sechshundert Zeitungen veröffentlicht und ein erster Buchabdruck im Jahr 1951 verkaufte sich knapp eine halbe Million Mal.
Nach Kellys Tod am 18. Oktober 1973 übernahm seine Witwe Selby den Comic und setzte ihn, unter anderem unterstützt von Kellys Sohn Stephen, knapp zwei weitere Jahre fort, indem sie alte Zeichnungen mit neuen Sprechblasen versahen. Der letzte Strip erschien am 20. Juli 1975. Von 1989 bis 1992 zeichnete Neal Sternecky zu Texten von Larry Doyle Pogo-Strips, die in über dreihundert Tageszeitungen veröffentlicht wurden. In den Jahren 1992 und 1993 erschienen weitere neue Pogo-Geschichten, die von Kellys Tochter Carolyn gezeichnet wurden.
Im deutschsprachigen Raum veröffentlichte der Melzer Verlag im Jahr 1974 in der Reihe Brumm Comix ein Album mit Pogo-Geschichten.
Ein Zeichentrickfilm mit dem Titel The Pogo Special Birthday Special erschien im Jahr 1969.

## Rezeption
Laut Andreas C. Knigge handelt es sich bei Pogo um einen der „genialsten Tierstrips der Comic-Historie“ und um ein „virtuos gezeichnetes Meisterwerk der Satire“. Harald Havas sieht in Pogo „den wohl psychoanalytischsten und politischsten US-Comic überhaupt“.
Im Jahr 1951 erhielt Kelly für Pogo den Reuben Award.